# Gtkm
Gtkm er en dansk kortfilm fra 2009, der er instrueret af Tommy Ipsen efter manuskript af ham selv og Rune Nøhr Christiansen. Filmen er fortalt igennem en videreudvikling af rotoscoping-teknikken. Den er optaget udelukkende med green ccreen i Danmark med engelske skuespillere i hovedrollerne. Baggrundene er hovedsageligt bearbejdede stills fra Berlin.

## Handling
En fragmenteret kærlighedshistorie om et elskende pars sjæle, der sidder fast i en uendelig tidskarrusel. Spørgsmålet er, hvad der skal til for at standse karrusellen.